# Abdelkarim Ben Zahra
Abdelkarim Ben Zahra (* 27. Oktober 1998) ist ein marokkanischer Leichtathlet, der über 3000 Meter Hindernis an den Start geht.

## Sportliche Laufbahn
Abdelkarim Ben Zahra tritt seit 2015 in internationalen Wettkämpfen in der Leichtathletik an. Damals belegte er im Juni den vierten Platz über 1500 Meter bei den Marokkanischen U20-Meisterschaften. Über die gleiche Distanz trat er einen Monat später bei den U18-Weltmeisterschaften in Cali an, bei denen er im Finale den neunten Platz belegte. Ab 2016 fokussierte er sich dann bereits auf den Hindernislauf, den er bei den Marokkanischen U20-Meisterschaften gewinnen konnte. Im Juli trat er bei den U20-Weltmeisterschaften in Bydgoszcz über 3000 Meter Hindernis an, wobei er im Finale mit Bestzeit von 8:34,28 min den sechsten Platz belegte. Im Frühjahr 2017 trat Ben Zahra im U20-Rennen bei den Crosslauf-Weltmeisterschaften in Kampala an, das er auf dem 57. Platz beendete. Nachdem er sich im Mai auf 8:30,76 min im Hindernislauf verbesserte, startete er Ende Juni bei den U20-Afrikameisterschaften im Nachbarland Algerien, bei denen er den vierten Platz belegte. 2018 verbesserte er sich erneut um noch einmal fast zehn Sekunden bis auf 8:21,08 min. Im ersten Wettkampf im Hindernislauf der Saison 2019 stellte Ben Zahra im Mai in Rom seine persönliche Bestzeit von 8:18,12 min auf und qualifizierte sich damit unter anderem für die Weltmeisterschaften in Doha. Zunächst ging er Ende August bei den Afrikaspielen in der Heimat an den Start, konnte das Rennen allerdings nicht beenden. Anfang Oktober trat er dann in Doha an, erreichte mit 8:36,67 min allerdings nur den 13. Platz in seinem Vorlauf und schied somit vorzeitig aus.
2021 war Ben Zahra zum ersten Mal für die Olympischen Sommerspiele qualifiziert. Nachdem er das gesamte Jahr über keinen Wettkampf im Hindernislauf bestritten hatte, lief er im Vorlauf von Tokio eine Zeit von 8:28,63 min. Mit dieser Zeit belegte er den insgesamt 27. Platz und hatte damit keine Chancen auf den Einzug in das Finale. Seit 2022 tritt er hauptsächlich in Straßenläufen an.

## Wichtige Wettbewerbe
| Jahr                | Veranstaltung                 | Ort                 | Platz               | Disziplin           | Zeit                |
| Startet für Marokko | Startet für Marokko           | Startet für Marokko | Startet für Marokko | Startet für Marokko | Startet für Marokko |
| ------------------- | ----------------------------- | ------------------- | ------------------- | ------------------- | ------------------- |
| 2015                | U18-Weltmeisterschaften       | Cali                | 9.                  | 1500 m              | 3:52,78 min         |
| 2016                | U20-Weltmeisterschaften       | Bydgoszcz           | 6.                  | 3000 m Hindernis    | 8:34,28 min         |
| 2017                | Crosslauf-Weltmeisterschaften | Kampala             | 57.                 | U20-Rennen          | 26:27 min           |
| 2017                | U20-Afrikameisterschaften     | Tlemcen             | 4.                  | 3000 m Hindernis    | 8:43,19 min         |
| 2019                | Afrikaspiele                  | Rabat               |                     | 3000 m Hindernis    | DNF                 |
| 2019                | Weltmeisterschaften           | Doha                | 36.                 | 3000 m Hindernis    | 8:36,67 min         |
| 2021                | Olympische Sommerspiele       | Tokio               | 27.                 | 3000 m Hindernis    | 8:28,63 min         |

## Persönliche Bestleistungen
Freiluft
- 3000 m: 7:54,91 min, 16. Juli 2019, Sotteville
- 3000 m Hindernis: 8:18,12 min, 6. Juni 2019, Rom

Halle
- 3000 m: 7:56,25 min, 2. Februar 2019, Mondeville